# Odorrana absita
Espèce
Synonymes
- Huia absita Stuart & Chan-ard, 2005

Statut de conservation UICN

 LC  : Préoccupation mineure
Odorrana absita est une espèce d'amphibiens de la famille des Ranidae.

## Répartition
Cette espèce se rencontre entre 920 et 1 300 m d'altitude : 
- au Laos dans les provinces de Saravane et de Sékong ;
- au Viêt Nam dans les provinces de Quảng Nam, de Kon Tum et de Thừa Thiên-Huế.

## Publication originale
- Stuart & Chan-ard, 2005 : Two new Huia (Amphibia: Ranidae) from Laos and Thailand. Copeia, vol. 2005, no 2, p. 279-289 (texte intégral).